# Discyphus scopulariae
Discyphus scopulariae – gatunek roślin z monotypowego rodzaju Discyphus z rodziny storczykowatych (Orchidaceae). Rośliny występują w Ameryce Południowej w takich krajach jak: Panama, Brazylia, Trynidad i Tobago i Wenezuela.

## Systematyka
Gatunek sklasyfikowany do podplemienia Spiranthinae w plemieniu Cranichideae, podrodzina storczykowe (Orchidoideae), rodzina storczykowate (Orchidaceae), rząd szparagowce (Asparagales) w obrębie roślin jednoliściennych.
Wykaz odmian
- Discyphus scopulariae var. Longiauriculata Szlach.
- Discyphus scopulariae var. Scopulariae